# Klemens Leszewicz
Klemens Leszewicz (ur. 23 listopada 1848, zm. 1921?) – polski architekt. W latach 1908–1913 pełnił funkcję architekta obwodowego w Jakucku.

## Życiorys
Klemens Leszewicz był synem Adama Leszewicza i jego żony Izabeli Dobrowolskiej. Mieszkali oni w guberni mohylewskiej. Klemens ukończył petersburską szkołę budowlaną Ministerstwa Spraw Wewnętrznych uzyskując tytuł asystenta architekta. W lipcu 1872 roku poprosił przewodniczącego Komitetu Techniczno-Budowlanego (gdzie został zatrudniony) o pozwolenie na rozpoczęcie studiów jako wolny słuchacz w Cesarskiej Akademii Sztuk Pięknych w Petersburgu. Zgodę otrzymał. Po ukończeniu studiów 8 czerwca 1875 roku, został zatrudniony w randze doradcy tytularnego jako inżynier architekt.
Od końca 1908 do połowy 1913 roku pracował w Jakucku jako architekt obwodowy. W Jakucku w tym okresie większość budynków było drewnianych. Powodem był wysoki koszt budowy budynków murowanych oraz surowy klimat i wieczna zmarzlina.
Klemens Leszewicz w Jakucji założył biuro projektowe, które przygotowywało projekty i kosztorysy. Leszewicz projektował kamienne fundamenty pod piętrowymi budynkami, zaproponował nowe metody ochrony wiecznej zmarzliny, zastosowanie nowinek nieznanych w Jakucji takich jak: instalacja centralnego ogrzewania.
Aby chronić wieczną zmarzlinę przed rozmarzaniem, podczas eksploatacji budynku nakazał układać kłody, przykrywać je zaprawą wapienną, a na niej usypywać warstwę popiołu, który źle przewodzi ciepło, grubości 2 werszków.
Leszewicz jest autorem projektów murowanych budynków w Jakucku: Jakuckiego Skarbca Regionalnego, Jakuckiej Biblioteki Publicznej, budynku sądu w Jakucku, sklepów i piętrowego budynku firmy Kokowin i Basow. Budynki Jakuckiego Skarbca Regionalnego, Jakuckiej Biblioteki Publicznej i sądu w Jakucku zostały wpisane rejestru dziedzictwa kulturowego narodów Federacji Rosyjskiej.
Budynek Regionalnego Skarbca Jakucka w XX wieku zaczął się zapadać i od lat 80. XX wieku przestał być użytkowany. Dopiero w 2006 roku rozpoczęto remont budynku i po otwarciu w 2007 roku umieszczono w nim oddział Narodowego Muzeum Sztuki Republiki Sacha (Jakucja).
Leszewicz prawdopodobnie opuścił Jakuck latem 1913 roku. Nie znane są jego dalsze losy ani dokładna data śmierci. W pracy Architektory i inżeniery Dalniego Wostoka M. J. Bazilewicz podaje, że zmarł w 1921 roku.
10 sierpnia 2018 roku w Jakucku zorganizowano debatę na temat „Dzieje Polaków w Jakucji”. Uczestnicy mogli wysłuchać referatów poświęconych między innymi Leszewiczowi: docenta wydziału historii i etnosocjologii Pantelejmona Pietrowa Architekt, który zmienił wygląd Jakucka i Eufrozyny Nogowicyny O działalności K.A. Leszewicza.